# Marilyn McReavy
Marilyn Louise McReavy (San Ángelo, 24 de octubre de 1944-Big Lake, 13 de abril de 2023) fue una jugadora y entrenadora de voleibol estadounidense.

## Biografía
Marilyn McReavy nació en San Ángelo el 24 de octubre de 1944, hija de Richard D. McReavy y Maurine Miller. Se educó en el Howard Junior College de Big Spring para luego graduarse de la Universidad Estatal de Texas en 1966.

## Carrera deportiva
Representó a la Selección Nacional de los Estados Unidos entre los años 1967 y 1975. Fue medalla de oro en los Juegos Panamericanos de 1967. Participó además en los Juegos Olímpicos de México 1968 y en los Juegos Panamericanos de 1971, logrando el octavo y el sexto puesto respectivamente.
Más tarde se dedicó a entrenar en varias universidades, incluyendo los estados de Nuevo México, Utah, Kentucky y Florida, para finalmente convertirse en entrenadora titular en la Universidad de San Luis en 1971. En 2002, se convirtió en la tercera entrenadora de la División I de la NCAA en ganar ochocientos partidos. En toda su carrera obtuvo un total de 809 victorias. 
Miembro del Salón de la Fama del Voleibol, ganó el Premio al Mejor Entrenador de Todos los Tiempos en 1996 y el Premio al Equipo Nacional James E. Coleman en 2022.
En 1988 se casó con el reverendo Randolph Nolen, con quien tuvo dos hijos, Travis y Ryan.

## Muerte
A los 78 años, Marilyn McReavy falleció el 13 de abril de 2023 en el Reagan County Care Center de Big Lake, Texas.